# 永見健一
永見 健一（ながみ けんいち、1892年 - 1952年）は、日本の造園家、造園研究者。
大阪生まれ。1919年東京帝国大学農科大学林学科卒業。1921年大学院入学、本多静六の推挙で1923年に東京市公園課に勤務、震災復興公園の計画に参画したがまもなく辞職し、1924年東京帝国大学農学部実科講師、同年4月開校の東京高等造園学校の常任講師をつとめた。1926年から1943年まで九州帝国大学助教授。造園学を講義する。この時期の研究では九州における徳川時代の遺構庭園を研究テーマとしている。1943年東京農業大学専門部造園科教授。1944年造園科が緑地土木科に改称し、科長に就任。1944年「公共造園計画ノ研究」で九州帝国大学農学博士。1948年、病気療養のため科長の職は辞す（教授職はそのまま）。
ヨーロッパ各国の都市計画法制と公共造園緑地理論に関する論文を多数発表。また都市公園における経営財政論を学問的に究明。日本造園学会創設時理事にも就任した。
弟に詩人の永見七郎がいる。

## 著書
- 『別荘の庭  造園叢書 第1巻』日本庭園協会編 雄山閣　1928
- 『造園学 理論実際』養賢堂 1932